# نظرية كويرية
تعد النظرية الكويرية (بالإنجليزية: Queer Theory) مجالًا للنظرية النقدية ظهر في أوائل التسعينيات من الدراسات الكويرية (دراسات المثليين والمثليات غالبا) ودراسات المرأة. يمكن أن يكون للمصطلح معانٍ مختلفة اعتمادًا على استخدامه، ولكنه ارتبط على نطاق واسع بدراسة وتنظير الجنس والممارسات الجنسية الموجودة خارج المغايرة الجنسية، والتي تتحدى فكرة أن الرغبة الجنسية المغايرة هي «الطبيعي». غالبًا ما ينتقد المنظرون أحرار الجنس، بعد التطورات البنائية الاجتماعية في علم الاجتماع، ما يعتبرونه وجهات نظر ماهوية الجنسانية والجندر . و يدرسون بدلاً من ذلك هذه المفاهيم كظواهر اجتماعية وثقافية، غالبًا من خلال تحليل الفئات والثنائيات واللغة التي يُقال إنهم يصورون بها.

## تاريخ
بدأ الاستخدام غير الرسمي لمصطلح «النظرية الكويرية» مع غلوريا أنزالدوا وعلماء آخرين في التسعينيات، الذين تأثروا بأنفسهم بأعمال الفيلسوف الفرنسي ما بعد البنيوي ميشيل فوكو، الذي رأى الجنس على أنه هوية مبنية اجتماعياً وسياسات الهوية. نظمت تيريزا دي لوريتيس أول مؤتمر حول النظرية الكويرية في عام 1990. بدأ المصطلح في أوائل التسعينيات يكتسب شرعية في الأوساط الأكاديمية. يعتبر كل من إيف كوسوفسكي سيدغويك ومايكل وارنر ولورين برلنت وجوديث بتلر وأدريان ريتش وديفيد إم. هالبرين من بين المنظرين الأوائل للنظرية الكويرية.

## تعريف
يقول جاك ستيوارت: «تحتفل النظرية والسياسة الكويرية بالضرورة بالانتهاك في شكل اختلاف مرئي عن المعايير. ثم يتم الكشف عن هذه ‹المعايير› لتكون أعرافًا وليست طبيعة أو حتمية. ويُنظر إلى الجندر والهويات الجنسية في كثير من هذا العمل، لتكون تعريفات وتكوينات تتحدى بشكل واضح.»
جادل مايكل وارنر في مقال مهم بأنه يتم تعريف «الكويرية» من خلال ما أسماه «المعيارية المغايرة»؛ تلك الأفكار والروايات والخطابات التي تشير إلى أن المغايرة الجنسية هي الوضع الافتراضي أو المفضل أو العادي للتوجه الجنسي. ذكر وارنر أنه في حين أن العديد من المفكرين كانوا ينظّرون عن الجنس من منظور غير مغاير جنسيا لقرن من الزمان، فإن الكويرية تمثل مساهمة مميزة للنظرية الاجتماعية لهذا السبب على وجه التحديد. طور مايكل وارنر ولورين برلنت هذه الأفكار في مقالهما الأساسي «الجنس في الأماكن العامة». شدد نقاد مثل إدوارد كاربنتر وغاي هوكينغيم وجيفري ويكس على ما أسماه «ضرورة التفكير في الجنسانية كمجال للقوة، ونمط تاريخي للشخصية، وكموقع لهدف طوباوي في كثير من الأحيان». في حين أن المصطلحات «مثلي الجنس» أو «المثلي» أو «الامرأة المثلية» التي استخدموها تشير إلى هويات معينة ذات مراجع مستقرة (أي إلى شكل ثقافي معين أو سياق تاريخي أو أجندة سياسية يمكن تحليل معانيها اجتماعيًا)، فإن كلمة «كوير» بدلاً من ذلك يتم تعريفها فيما يتعلق بمجموعة من الممارسات والسلوكيات والقضايا التي لها معنى فقط في تناقضها المشترك مع الفئات التي يُزعم أنها «طبيعية». يسلط هذا التركيز الضوء على مديونية النظرية الكويرية لمفهوم التطبيع الموجود في علم اجتماع الانحراف، لا سيما من خلال عمل ميشيل فوكو الذي درس تطبيع العلاقات الجنسية المغايرة في كتابه «تاريخ الجنسانية» (بالفرنسية: Histoire de la sexualité).
نظرًا لأن تعريف الكويرية هذا لا يحتوي على نقطة مرجعية ثابتة، فقد وصفت جوديث بتلر موضوع النظرية الكويرية بأنه موقع «نزاع جماعي». اقترح المنظرون أنه «لا ينبغي أبدًا أن يكون مصطلح ‹كوير› مملوكًا بالكامل ولكن دائمًا وفقط يتم إعادة انتشاره والتواءه والابتعاد عن استخدام سابق وفي اتجاه أغراض سياسية عاجلة ومتوسعة». بينما يجادل المؤيدون بأن هذه المرونة تسمح بإعادة التعديل المستمر لنظرية الكوير لتتلاءم مع تجارب الأشخاص الذين يواجهون التهميش والتمييز بسبب جنسهم وجندرهم، يزعم النقاد أن مثل هذا «النقد اللا موضوعي»، مثل ما يطلق عليه غالبا يتعرض لخطر تجريد الأشكال الثقافية من بنيتها الاجتماعية وتنظيمها السياسي وسياقها التاريخي واختزال النظرية الاجتماعية إلى مجرد «مثالية نصية».

## تحليل الشراكات المثلية
تتعامل النظرية الكويرية مع المستوى الجزئي: هوية الفرد الفردي؛ والمستوى المتوسط : الفرد في مجموعاته المباشرة مثل العائلة والأصدقاء والعمل؛ والمستوى الكلي : السياق الأكبر للمجتمع والثقافة والسياسة والسياسات والقانون. وفقًا لذلك، لا تفحص النظرية الكويرية المجتمعات المحيطة بالأشخاص المثليين فحسب، بل تفحص أيضًا المجتمعات التي يشكلونها. للمجتمعات التي تعيش في علاقات مثلية أولوية كبيرة في تكوين النظرية الكويرية. يسلط كتاب أندرياس فرانك «أحاسيس ملتزمة» الضوء بشكل شامل على حالة حياة مجتمعات الإعلان عن الميول المثلية، والمثلية الجنسية، والمجتمعات المثلية إلى الألفية.

## عدسة للقوة
تعتبر النظرية الكويرية العدسة المستخدمة لاستكشاف وتحدي كيف يرى العلماء والنشطاء والنصوص الفنية ووسائل الإعلام الثنائيات القائمة على الجنس والجندر، وهدفها هو التراجع عن التسلسلات الهرمية ومحاربة عدم المساواة الاجتماعية. يوجد العديد من الخلافات والتناقضات في كثير من الأحيان داخل النظرية الكويرية بسبب الجدل حول تعريف كوير، بما في ذلك ما إذا كان يجب تعريف الكلمة على الإطلاق أو تركها مفتوحة بشكل متعمد. وقد حذر بعض المنظرين الكويريين مثل بيرلانت ووارنر وبتلر من أن تعريفها أو تصورها كحقل أكاديمي قد يؤدي فقط إلى سوء تفسيرها أو تدميرها بشكل لا مفر منه لأن هدفها بالكامل هو نقد الأوساط الأكاديمية بدلاً من أن يصبح مجالًا أكاديميًا رسميًا بحد ذاته.
لا تبني النظرية الكويرية أي هوية معينة أو تدافع عنها، ولكن ترتكز بدلاً من ذلك على ما بعد البنيوية والتفكيكية، فهي تعمل على نقد المعيارية المغايرة، وكشف وتحطيم الافتراضات التقليدية التي يفترض أن الهويات الجنسية والجندرية من المفترض أن تكون من مغايرة جنسيا أو متوافقة جنسيا.

## وصلات خارجية
- Trikster – Nordic Queer Journal